# 舍克法
36°46′N 5°58′E / 36.767°N 5.967°E

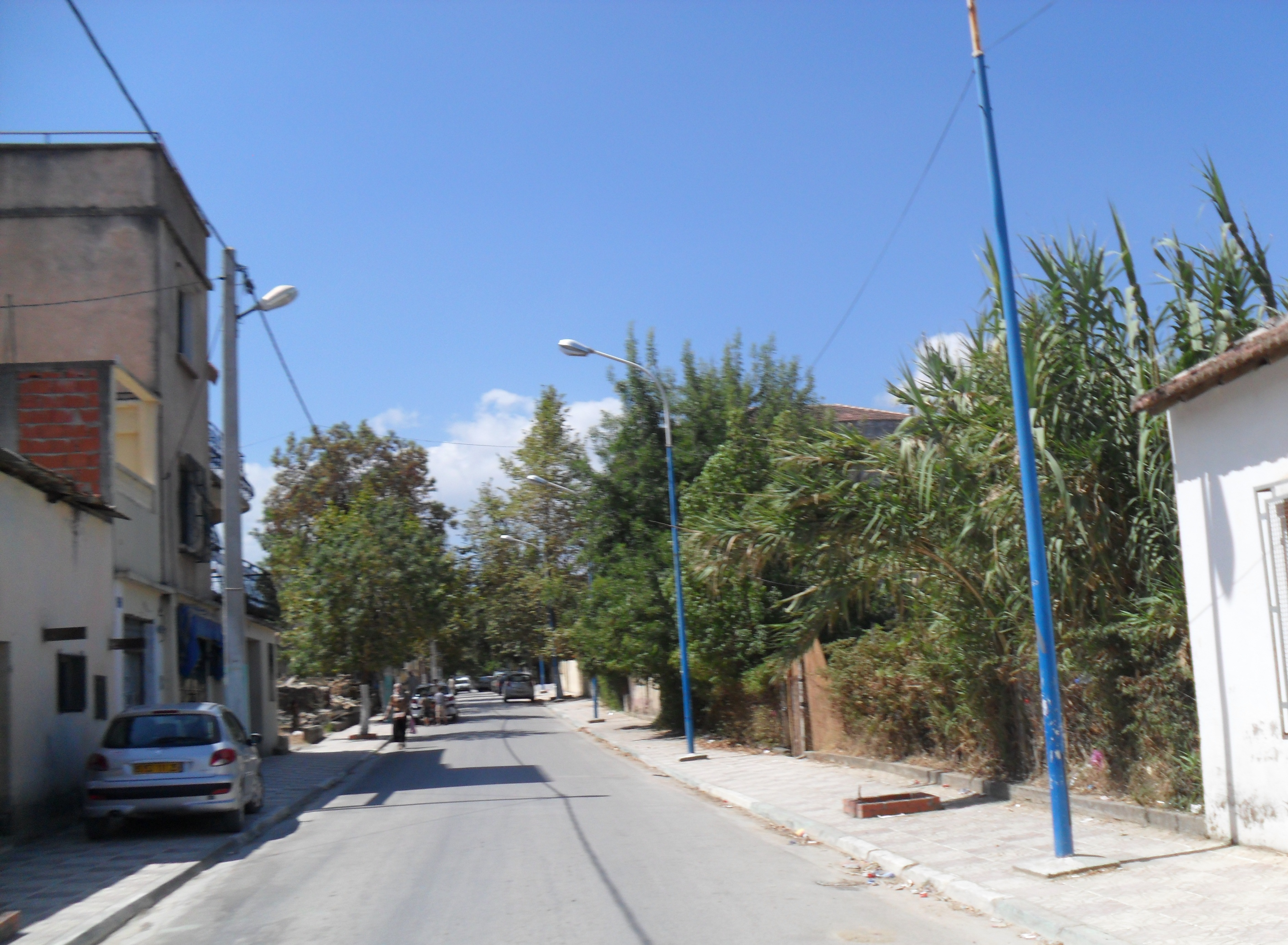

舍克法（阿拉伯语：‎），是阿爾及利亞的城鎮，位於該國東北部，由吉傑勒省負責管轄，是舍克法區的首府，處於吉傑勒以東23公里，2008年該城鎮人口26,553。